# Westlicher Ringelschwanzbeutler
Der Westliche Ringelschwanzbeutler (Pseudocheirus occidentalis) ist eine Beutelsäugerart aus der Familie der Ringbeutler (Pseudocheiridae), der im Südwesten von Western Australia von Bunbury im Westen bis zum Waychinicup-Nationalpark im Osten vorkommt.

## Beschreibung
Die Tiere erreichen eine Kopfrumpflänge von 30 bis 40 cm, haben einen 30 bis 41 cm langen Schwanz und wiegen 0,7 bis 1,3 kg. Das kurze Fell ist dunkel, schokoladenbraun  bis grau. Die Bauchseite ist weißlich. Der Schwanz ist mit sehr kurzen Haaren bedeckt. Seine körperferne Hälfte ist weißlich oder cremefarben.

## Lebensraum

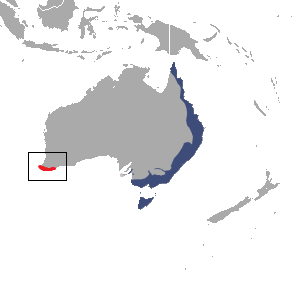
Rot im Rechteck, das Verbreitungsgebiet des Westlichen Ringelschwanzbeutlers

Der Westliche Ringelschwanzbeutler kommt in Wäldern vor, die von Myrtengewächsen dominiert werden. Häufige Bäume sind die Weidenmyrte (Agonis flexuosa), Eucalyptus gomphocephala, Eucalyptus marginata, Eucalyptus wandoo und der Marribaum (Corymbia calophylla). Früher kam er auch in den Heidegebieten bei Pingelly in Kasuarinen-Wäldern vor.

## Lebensweise

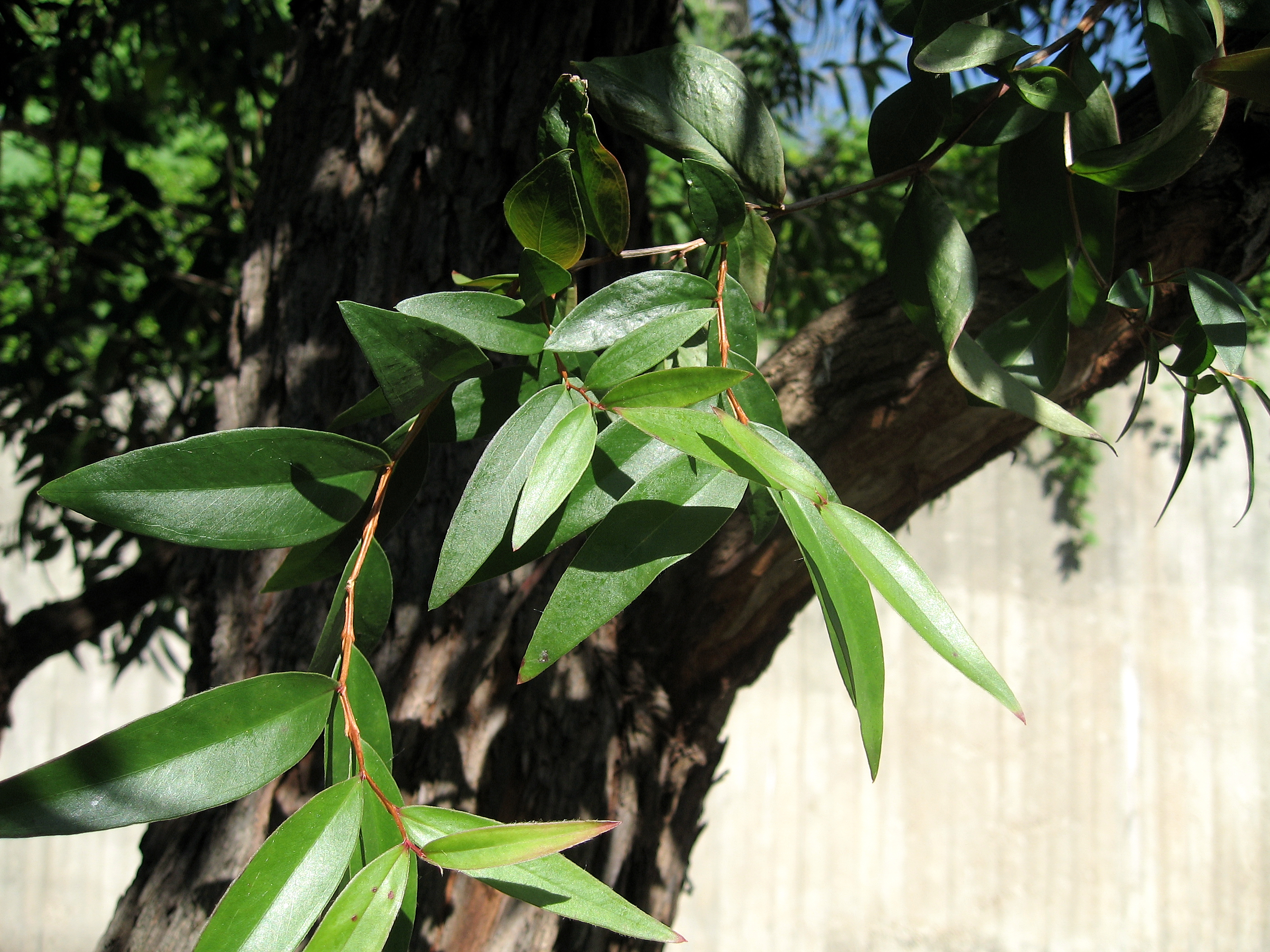
Die Blätter der Weidenmyrte sind die Hauptnahrung des Westlichen Ringelschwanzbeutlers

Westliche Ringelschwanzbeutler sind nachtaktiv und hauptsächlich baumbewohnend (arboreal). Manchmal gehen sie zur Nahrungssuche auf den Erdboden oder um von einem Baum auf einen anderen zu wechseln, wenn die Baumkronen nicht geschlossen sind. Die Tiere sind in erster Linie Blätterfresser und ernähren sich zu 90 bis 95 % von den Blättern der Weidenmyrte. Finden sie diese Nahrung nicht so fressen sie die Blätter von Eucalyptus marginata und die des Marribaums.
Tagsüber schlafen sie in Baumhöhlen oder nahe dem Erdboden in dichter Vegetation in einem Nest, das sie aus Blättern, Rinden und Farnen errichtet haben. Jedes Individuum nutzt 2 bis 7 Nester. Manchmal verschlafen sie den Tag auch ungeschützt oder in einem Kaninchenbau. Die Reviere der Tiere sind 0,1 bis 4,5 ha groß. Die Reviere der Männchen überlappen die anderer Männchen oder Weibchenreviere nur wenig. Die Reviere der Weibchen überlappen sich mit denen ihrer Töchter.

## Fortpflanzung
Westliche Ringelschwanzbeutler vermehren sich das ganze Jahr über, die meisten Jungtiere werden aber von April bis Juni oder zwischen Oktober und Dezember geboren. In den meisten Fällen wird nur ein Jungtier geboren, es können jedoch auch zwei oder drei sein. Die Jungtiere bleiben etwa 100 Tage im Beutel, der über vier Zitzen verfügt. Nach 6 bis 8 Monaten werden sie entwöhnt und mit einem Alter von 8 bis 12 Monaten sind sie selbständig und verlassen die Mutter. Männliche Jungtiere verlassen das Revier der Mutter. Die Geschlechtsreife wird mit einem Alter von etwa einem Jahr erreicht. Westliche Ringelschwanzbeutler können 4 bis 6 Jahre alt werden.

## Bedrohung
Der Westliche Ringelschwanzbeutler wird von der IUCN als „vom Aussterben bedroht“ (Critically Endangered) gelistet. Sein Verbreitungsgebiet ist kleiner als 500 km² und fragmentiert. Ursprünglich umfasste es zusätzlich den gesamten westaustralischen Wheatbelt. Viele Tiere fallen dem Straßenverkehr, Buschfeuern, den häufigen Dürren oder der Nachstellung durch Rotfüchse und streunenden Katzen zum Opfer. Im Jahr 2015 wurde der Gesamtbestand auf 3400 Tiere geschätzt.